# Gruppo C

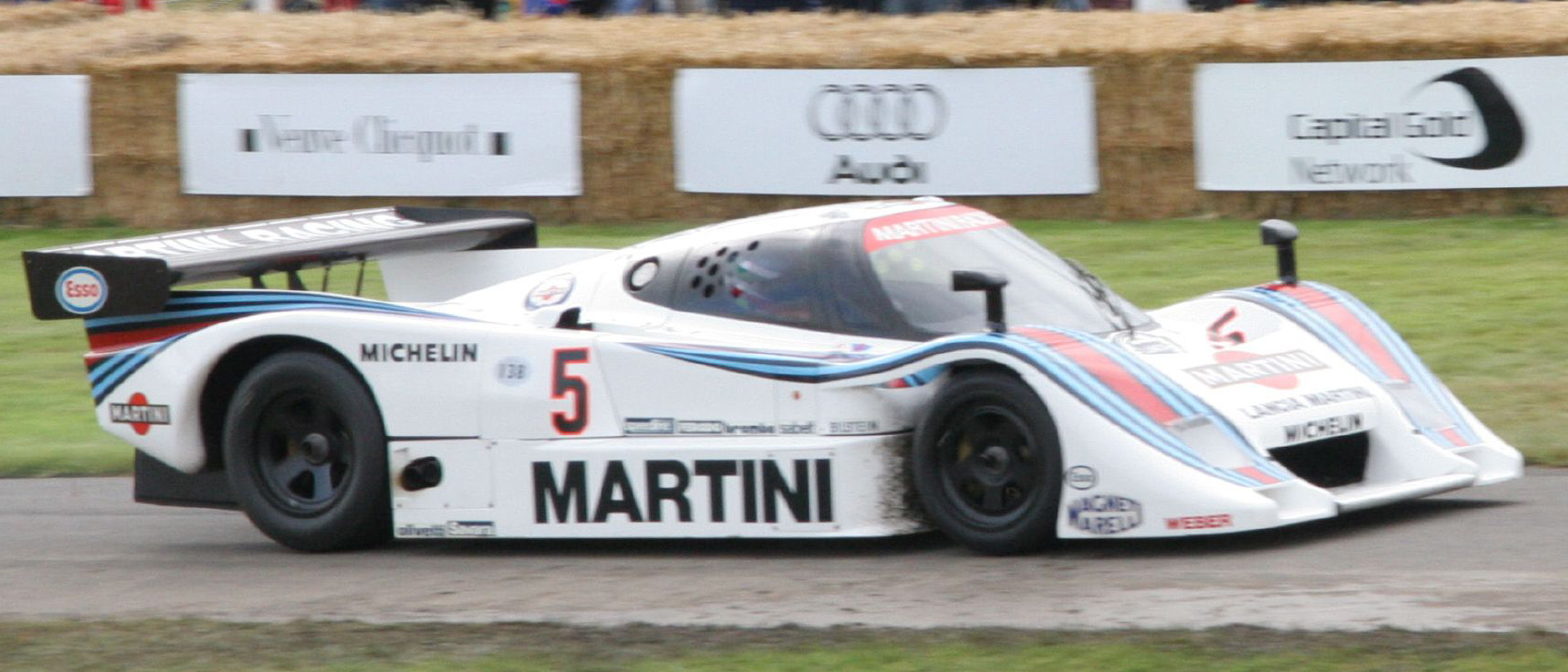
Una Lancia LC2.

Nell'ambito degli sport automobilistici gestiti dalla FIA, il Gruppo C è stato una categoria di autovetture da corsa nella quale gareggiavano sport prototipi coupé e venne introdotta nel 1982, assieme al Gruppo A per le automobili da turismo ed il Gruppo B per GT sportive.
Fu istituita per sostituire sia il Gruppo 5 (automobili coupé come la Porsche 935) che il Gruppo 6 (sport prototipi aperti come la Alfa Romeo 33TT12). Il regolamento tecnico di Gruppo C venne utilizzato nel Campionato Mondiale Sportprototipi come classe regina e nelle altre corse di sport-prototipi intorno al globo. L'anno finale di questa categoria fu il 1993.

## Contesto

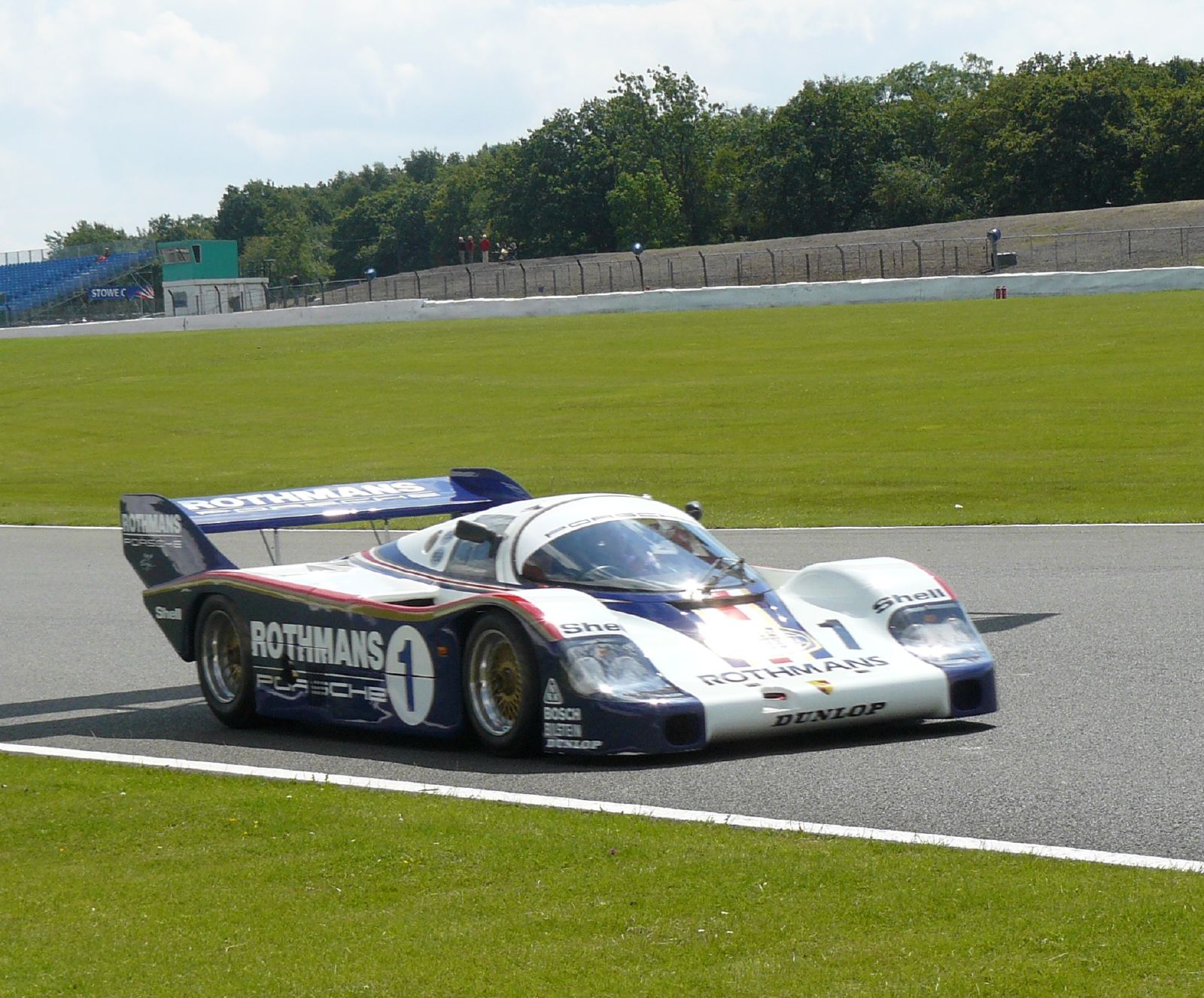
La Porsche 956 Gruppo C

Durante gli anni del dominio Porsche nel Mondiale Marche, che era stato riservato alle vetture del Gruppo 5 a partire dal 1976, nacque da più parti l'esigenza di una nuova serie di classi di vetture da competizione per risollevare l'interesse del pubblico e degli organizzatori, sempre più annoiati da gare che erano diventate uno scontro in casa tra gli uomini di Stoccarda e le scuderie loro clienti.
Tale processo portò alla classificazione alfabetica dei gruppi a partire dalla stagione 1982, in luogo della precedente suddivisione numerica: per le sportprototipo fu creato il Gruppo C e il suo regolamento tecnico fu una sintesi dei contributi della FIA, il cui presidente Jean-Marie Balestre spinse a partire dal 1978 per il cambio regolamentare, l'ACO, che sostenne il concetto di limitare le prestazioni mediante il controllo dei consumi, gli uomini delle case costruttrici, che non vollero legami con le vetture di serie (per ampliare i possibili concorrenti) e il pilota e giornalista Paul Frère, sostenitore della necessità di auto da corsa dotate di una maggiore efficienza e da molti considerato il "padre" della categoria, che seppe amalgamare tutte queste spinte.

## Regolamento tecnico

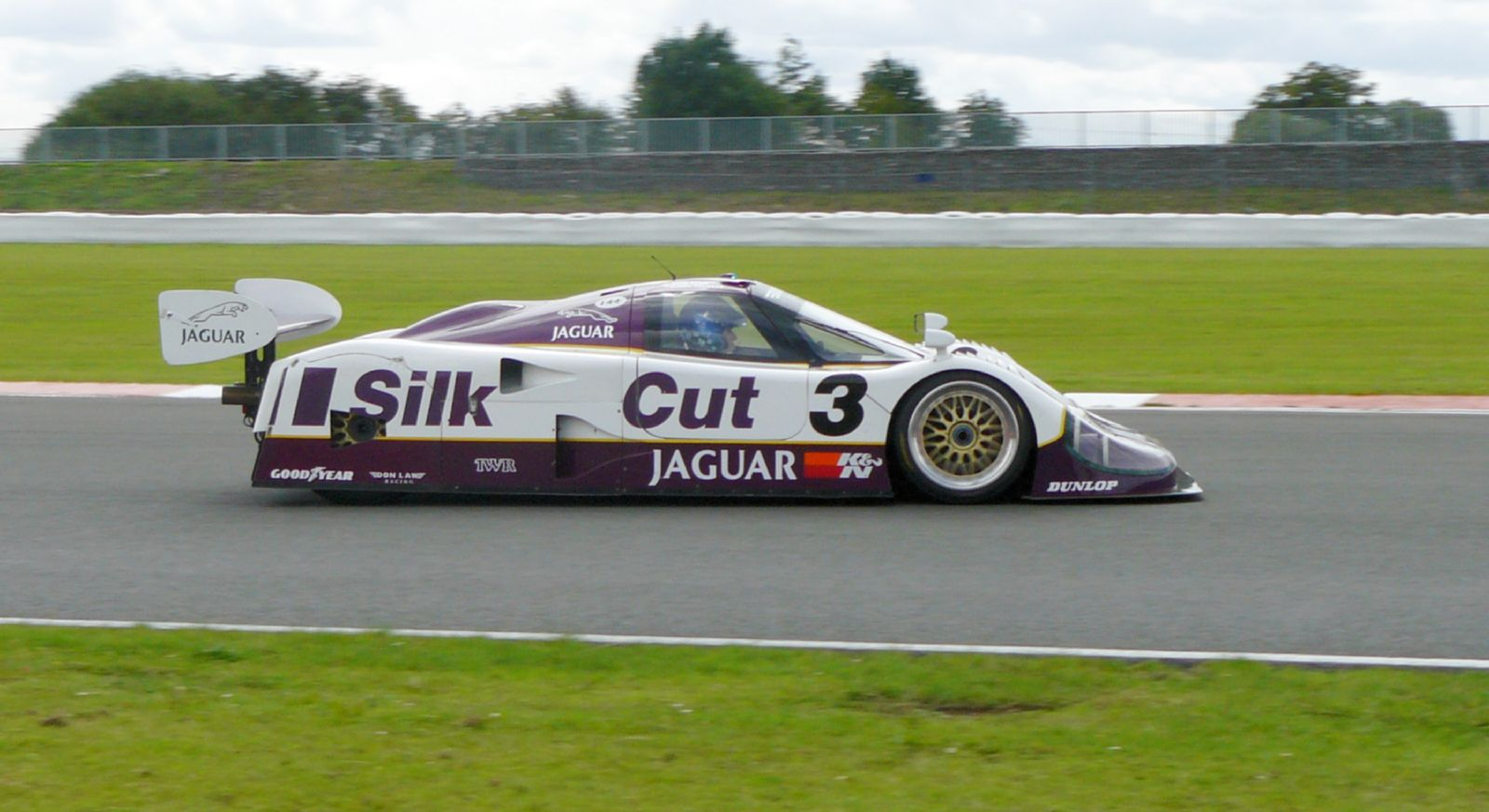
Jaguar XJR-12

Per vettura di Gruppo C si intende: automobile coupé biposto costruita all'unità, destinata alle corse in circuito, la cui cilindrata non ha un'incidenza.
Le dimensioni di un prototipo sono le seguenti: lunghezza massima 480 cm, larghezza massima 200 cm, mentre l'altezza va da un minimo di 100 cm a un massimo di 110 cm (al vertice del parabrezza). Il peso minimo senza combustibile da parte sua è fissato a 800 kg.
Per quanto riguarda il motore, deve provenire da un produttore che ha costruito vetture approvate in Gruppo A (turismo di grande produzione) o Gruppo B (Gran turismo). Tale norma fu però aggirata ad esempio la CARMA, di Carlo Facetti e Martino Finotto fece omologare il suo motore dalla Giannini di Roma, il cui unico coinvolgimento fu di battezzare come proprio tale motore.
La capacità massima di combustibile stivato nel serbatoio è di 100 litri, il limite sul consumo di carburante è di 60 litri ogni 100 km (35 litri per il C-Junior/C2), a seconda del tipo di gara (500 km, 1000 km, 12 ore o 24 ore) vi è un numero massimo di rifornimenti consentiti (a Le Mans massimo 24 nell'arco della corsa).
Sul piano puramente aerodinamico, l'effetto suolo è limitato dall'esistenza sotto l'automobile di una superficie piana di 80 cm di lunghezza e di 100 cm di larghezza posizionata subito dopo l'asse anteriore. Bisogna anche precisare che nessuna parte sospesa può trovarsi più in basso di questo piano di riferimento.
Le porte sono due, devono avere una larghezza minima di 50 cm e una altezza minima di 30 cm. L'abitacolo per due persone affiancate non è poi così grande poiché la sua larghezza minima all'altezza dei gomiti è di 130 cm.
Per finire, se il diametro delle ruote è libero, la loro larghezza massima (ruota completa) non deve eccedere i 16 pollici, cioè 40,64 cm.
Naturalmente, queste norme stabilite nel 1982 evolveranno nel corso delle stagioni e secondo criteri diversi.

### Classi C1 e C2
In un contesto che vedeva da una parte grandi costruttori e grosse squadre, che gareggiavano per la vittoria assoluta investendo per questo consistenti risorse economiche, e dall'altra piccole squadre private con a disposizione budget di minore entità, le quali schieravano prototipi meno estremizzati spesso guidati da gentleman driver e che gareggiavano per risultati più modesti, allo scopo di favorire la partecipazione alla categoria soddisfacendo le esigenze sia dei grandi costruttori sia delle piccole squadre private, il Gruppo C venne suddiviso in due classi di prototipi: la C (dal 1984 C1) e C-Junior (poi C2).
Nella classe C1 si confrontavano le grandi scuderie, che nel corso degli anni schierarono prototipi sempre più prestanti con inevitabili aumenti dei costi.
La classe C2 (originalmente chiamata C Junior) era concepita per le squadre private ed i piccoli costruttori, la normativa tecnica di questi prototipi era sostanzialmente la stessa delle C1, a parte il peso minimo fissato a 700 kg e ulteriori limiti al consumo di combustibile, massimo 35 litri ogni 100 km. La maggior parte dei prototipi C2 utilizzavano motori come: V8 Cosworth DFL, 6 cilindri in linea BMW e V6 Rover, anche se i primi due titoli furono appannaggio delle Alba con motore "CARMA" 4 cilindri turbo.
Le vetture delle squadre: Alba, Tiga, Spice ed Ecurie Ecosse, erano fra le più competitive in questa classe minore. Il basso costo di queste automobili, portò al loro utilizzo persino nei campionati nazionali, quale il campionato inglese BRDC C2, che fu di breve durata.

## Storia

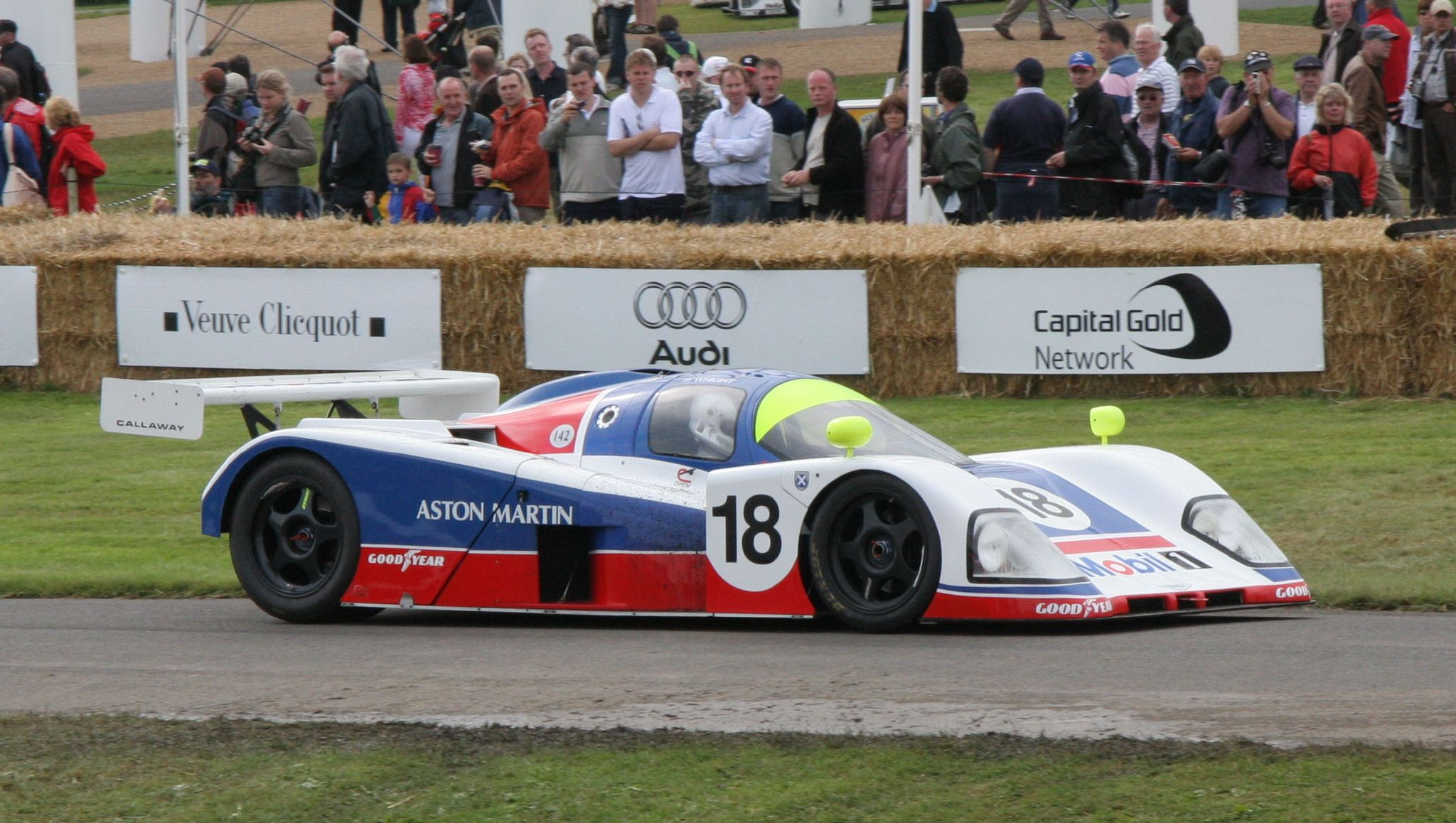
Aston Martin AMR1

La "C" potrebbe anche essere interpretata come "consumo", poiché la FIA creò una formula che limitava la quantità di combustibile che un'automobile poteva utilizzare durante la corsa, invece di porre vincoli, come spesso accade, alla cilindrata massima. La FIA sperava che questo impedisse ai grandi costruttori di concentrarsi solamente sullo sviluppo del motore, come avvenne verso la fine degli anni settanta, quando Porsche, Alfa Romeo e Lancia dominarono le corse di sport-prototipi semplicemente aumentando la pressione di spinta del turbocompressore, particolarmente nell'ambito delle qualifiche.
L'esistenza di un quantitativo massimo di combustibile imponeva alle vetture di preservare al meglio il carburante durante la corsa, quindi il vero obiettivo dei motoristi non era quello di raggiungere una potenza massima in termini assoluti, ma di avere consumi minori rispetto ai rivali pur mantenendo elevate le prestazioni del motore, perciò anche per i motori di piccola cubatura dotati di alimentazione atmosferica (soprattutto Ford Cosworth DFV) era teoricamente possibile competere con i motori di grossa cilindrata o con quelli sovralimentati. In più, la maggior parte delle corse si disputavano su distanze da percorrere di 500 o 1.000 chilometri (solitamente della durata di tre o sei ore, rispettivamente) in questo modo da era possibile dare risalto alla funzione "di resistenza" dei concorrenti.
Le prime auto sviluppate appositamente per gareggiare in questa categoria furono la Ford C100 e la Porsche 956. Il tradizionale motore boxer turbocompresso già montato sulla 936 di Gruppo 6, era più che collaudato. In seguito, parecchie altre marche entrarono a far parte della serie quali: Lancia, Jaguar, Mercedes, Nissan, Toyota, Mazda ed Aston Martin. Molti di questi inoltre partecipavano contemporaneamente al campionato IMSA, poiché il relativo codice della categoria GTP prevedeva norme molto simili (limitazione dei consumi esclusa).

### Espansione
Fin dalla prima stagione, più di 20 vetture di Gruppo C vengono schierate, la Porsche 956 sembra la più prestante fra di esse. Questa constatazione non ritarderà a verificarsi, in particolare alla 24 Ore di Le Mans, dove le automobili messe in pista dalla casa automobilistica di Stoccarda danno prova di una netta superiorità.

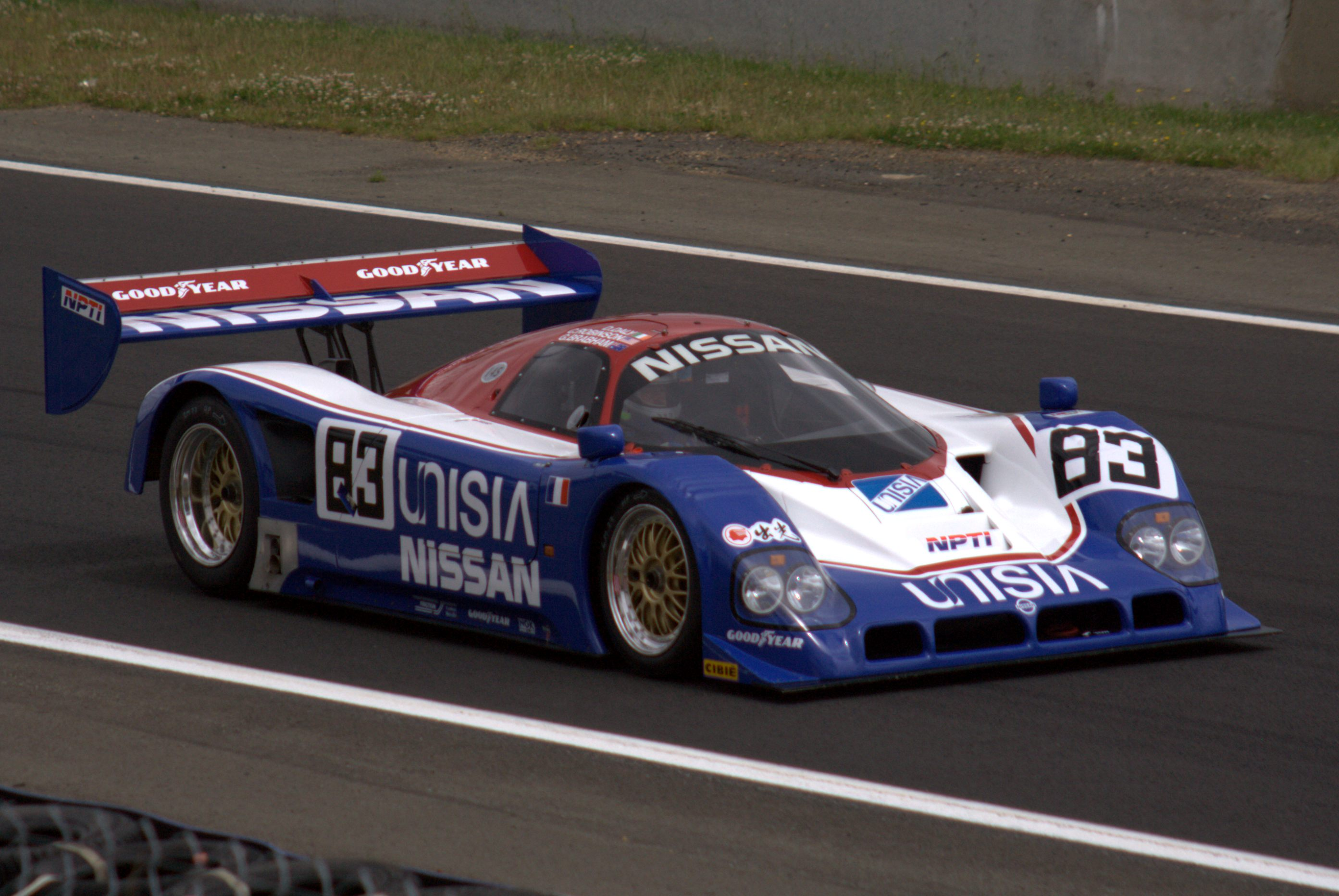
Nissan R90 CK

Benché contrastata dalla Lancia LC2, fino ad un certo punto, l'egemonia Porsche incontra soltanto poca resistenza. Tuttavia nel 1985, l'ingresso nella serie della Jaguar porterà infine a Porsche un concorrente alla sua altezza. La casa tedesca risponderà con una nuova biposto, la 962. Quanto a Mercedes-Benz, i buoni risultati delle automobili preparate da Peter Sauber finiranno per convincere la casa automobilistica della stella a tre punte ad impegnarsi ufficialmente fin dal 1987, mentre l'anno successivo, la Porsche da anni al vertice della serie, iniziò a mostrare il proprio limite di fronte alla Jaguar e soprattutto alla Sauber-Mercedes, maturando la scelta di ritirarsi dalle competizioni, limitandosi a fornire assistenza alle proprie vetture schierate da clienti. Verso la fine degli anni 80, vi fu anche una netta crescita dell'interesse per la categoria da parte delle case giapponesi Toyota, Nissan e Mazda, scese in campo con programmi ufficiali.
I motori divennero sempre più potenti e parchi nei consumi grazie all'impiego di tecnologie avanzate superando anche i 1.000 CV in qualifica, di pari passo anche l'efficienza aerodinamica estremizzata e i componenti in generale, in questo modo aumentarono le prestazioni dei prototipi.
Fino al 1989, la popolarità del Gruppo C era quasi grande quanto la Formula Uno. Quando i prototipi C1 cominciarono a sviluppare potenze considerevoli e a raggiungere velocità troppo elevate, come accadde a Le Mans sul rettilineo dell'Hunaudières—la WM-Peugeot registrò una punta di 405 km/h -- la FIA iniziò a studiare delle modifiche.

### Classe Sport 3,5 litri
Mentre tutti i costruttori sembrano soddisfatti di questa formula, la FIA introdusse nel 1990 le nuove vetture Sport 3.500 cm³, prototipi spinti da motori ad alimentazione atmosferica nei quali la cilindrata massima era limitata a 3,5 litri e senza vincoli inerenti al consumo carburante (come invece i precedenti gruppi C), per un peso minimo del corpo vettura fissato a 750 kg.

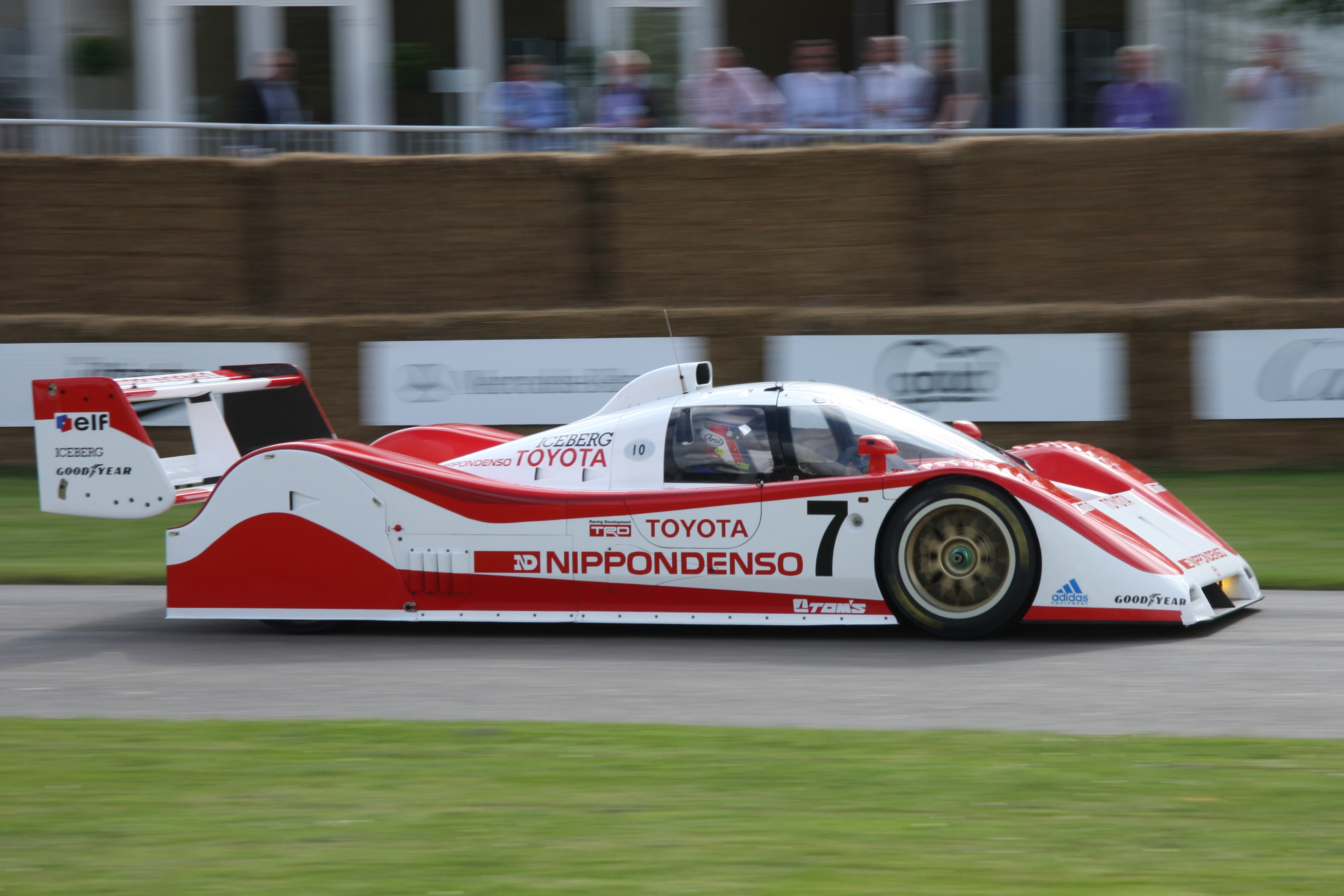
Toyota TS010 classe Sport 3,5 L

La nuova formula limitava le prestazioni dei prototipi prima maniera costruiti in base alle regole originali (come la 962 usata da molti privati) ed avvantaggiava le squadre ufficiali, le quali schieravano nuovi prototipi equipaggiati con motori atmosferici di 3,5 litri, in tutto e per tutto simili ai propulsori montati sulle Formula Uno contemporanee, ampliando il divario con i team privati e soprattutto i costi della categoria crebbero a dismisura. Grazie a questo regolamento tecnico vengono concepiti i più prestanti prototipi di Gruppo C, nonostante disponessero di potenze nettamente inferiori alle precedenti vetture degli ottanta, il minor peso e soprattutto nuove e più spinte soluzioni aerodinamiche, consentivano tempi sul giro più veloci.
Se Mercedes, Jaguar, Mazda e Peugeot come pure Lola, Nissan e Toyota sono della partita, questo campionato mondiale sport perde sempre più interesse presso il pubblico poiché la nozione di durata è completamente scomparsa, in quanto la lunghezza delle gare è stata ridotta a soli 480 km.

### Declino
In breve, si arriva al declino del Gruppo C, con Ford, Mercedes e Peugeot costrette a scegliere se investire ingenti capitali per una macchina completa o indirizzarsi direttamente verso la F1, esclusivamente come fornitori di motori. La carenza del parco vetture in vista della stagione 1993, indurrà la FIA alla soppressione del Campionato Mondiale Sportprototipi; tuttavia, poiché la 24 Ore di Le Mans era diventata una corsa extra campionato l'anno precedente, l'Automobile Club de l'Ouest permise ancora alle automobili del Gruppo C di competere (anche se con limitazioni). Con grande disappunto degli spettatori e di tutti gli appassionati della categoria, veniva a mancare una delle formule di maggiore successo.
La 24 Ore di Le Mans 1994 fu l'ultima edizione in cui le macchine del Gruppo C parteciparono, fra le quali una mascherata da automobile stradale di tipo Gran Turismo che venne inserita nella categoria GT1 grazie a una falla nel regolamento, si trattava della Dauer 962 Le Mans, la quale aggiudicandosi la corsa fece sfumare l'ultima vittoria di una Gruppo C a tutti gli effetti dato che problemi alla trasmissione rallentarono la Toyota 94CV.
Successivamente venne a costituirsi una nuova categoria di sportprototipi, utilizzando telai di vetture Gruppo C modificate, privandole del tetto, furono convertite in versione spyder, barchetta e continuarono a competere per alcuni anni; da notare fra queste la Porsche WSC-95 che ha vinto le edizioni 1996 e 1997 della 24 Ore di Le Mans, utilizzando la monoscocca della Jaguar XJR-14 e la meccanica della Porsche 962 (motore, trasmissione, ecc.).
In seguito, i prototipi quasi scomparvero dalle competizioni endurance in Europa, venendo poi rivalutati grazie allo sforzo dell'ACO, la quale istituì i nuovi Le Mans Prototype (LMP) e creando i campionati AMLS e LMS riportando la classe prototipi al vertice in questo tipo di competizioni.
Recentemente, l'interesse per le ex-vetture di Gruppo C è rifiorito tramite l'organizzazione di corse storiche riservate a queste automobili che sono ancora considerate fra i maggiori simboli delle gare di durata.

## Vetture del Gruppo C
Ecco alcuni dei più importanti prototipi della categoria:
- Alba Engineering
  - AR2, AR6
- Allard
  - J2X-C
- Alfa Romeo
  - Alfa Romeo Sport Prototipo
- Argo
  - JM19C, JM20
- Aston Martin
  - AMR1
- BRM
  - P351
- Brun
  - C91
- Courage Compétition (chiamata anche Cougar)
  - C01, C01B, C02, C12, C20, C20B, C20S, C22, C22LM, C24S, C26S, C28LM, C30LM, C32LM
- Dome
  - RC82, RC83, 85C, 86C
- Ecosse
  - C284, C285, C286
- Ford
  - C100
- Gebhardt
  - JC83, JC842, JC843, JC853, JC873, 88 C2
- Jaguar
  - XJR-5, XJR-6, XJR-8, XJR-9, XJR-11, XJR-12, XJR-14
- Kremer
  - CK5 CK6
- Lancia
  - LC1/83, LC2
- Lola
  - T610, T616, T92/10
- March
  - 82G, 84G, 85G, 86G, 88S
- Mazda
  - 717C, 727C, 737C, 757, 767, 767B, 787, 787B, MXR-01
- Mercedes-Benz (con Sauber)
  - C11, C291
- Nissan
  - R85V, R86V, R87E, R88C, R89C, R90CP, R90CK, R91CP, R92CP
- Peugeot
  - 905, 905 Evo1, 905 Evo2
- Porsche
  - 936C, 936J, 956, 962C, 962
- Rondeau
  - M379, M382, M482
- Sauber
  - SHS C6, C7, C8, C9
- Spice
  - SE86C, SE88C, SE87C, SE89C, SE90C
- Tiga
  - GC84, GC85, GC286, GC287, GC288, GC289
- Toyota
  - 87C, 88C, 88C-V, 89C-V, 90C-V, 91C-V, 92C-V, 93C-V, 94C-V, TS010
- WM
  - P82, P83, P85, P86, P87, P88, P489